# Tianchi
För andra betydelser, se Tianchi (olika betydelser).

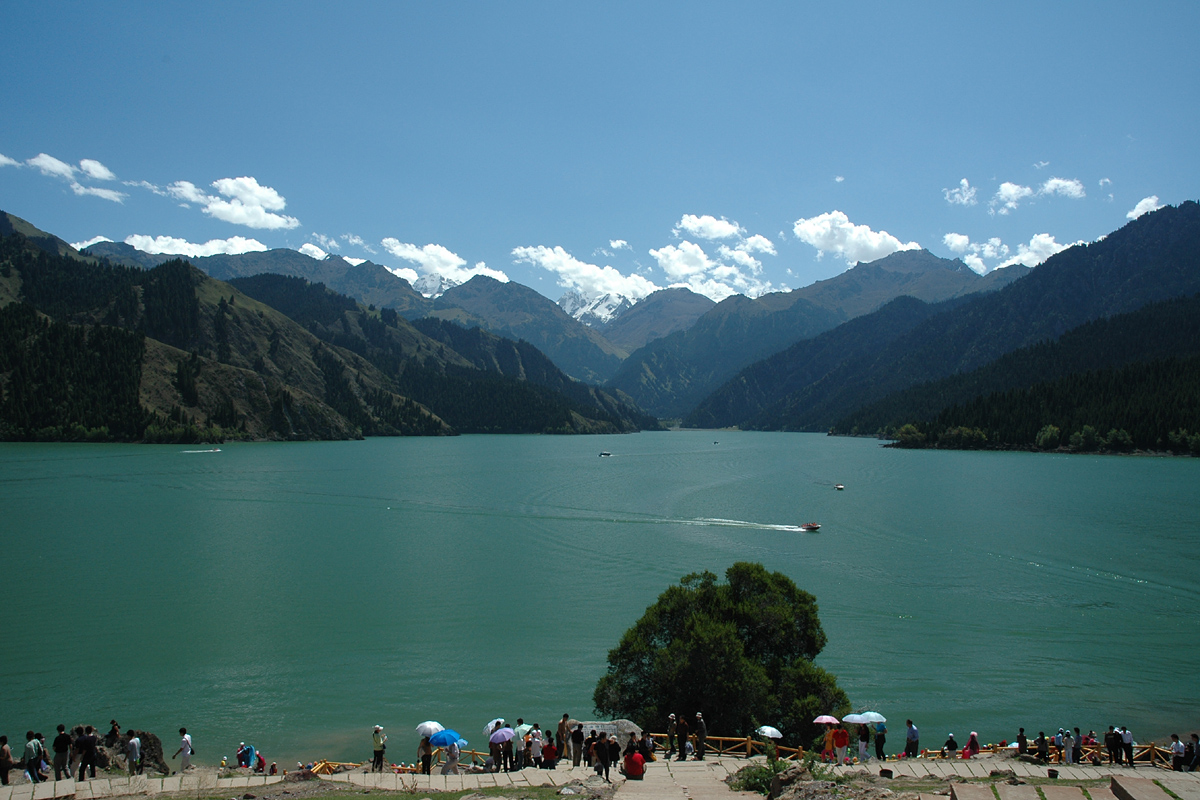
Bergen stupar ner i Tianchi. Den högsta delen av bergskedjan Bogda Shan syns på andra sidan sjön.

Tianchi (kinesiska: 天池, 'himmelska sjön') är en sjö i Xinjiang i västra Kina. Den är en rest av glaciärbildningar under kvartärtiden. Sjön omges av Bogda Shan-bergen i den östliga delen av Tianshan.

## Beskrivning
Sjön, som genom sitt läge i den östliga delen av Tianshan fått det kinesiska namnet "himmelska sjön", är en populär turistdestination i regionen. Den ligger 11 mil öster om provinshuvudstaden Urumqi och används bland annat till båtturer, picknick, ridning och som uppvisningar av kazakisk etnisk kultur.
Mänsklig påverkan sedan 1992 har lett till att sjöns djup minskat med 20 meter, och vissa befarade då att sjön skulle kunna vara försvunnen om 80 år. 2006 inleddes ett statligt projekt som syftade till reparera skadorna i och runt sjön.
Tianchi utsågs 1990 till ett av Unescos världsarv. Den ligger på nordvästsluttningarna av Bogda Shan, den östligaste delen av bergskedjekomplexet Tianshan. Sydöst om sjön ligger bland annat Bogda Feng, bergskedjans högsta topp och världens 18:e mest dominanta berg.